# Czóbel Anna
Czóbel Anna (Budapest, 1918. november 17. – Budapest, 2012. december 9.) magyar operatőr, egyetemi tanár, érdemes művész (1975). A Magyar Operatőrök Társaságának (HSC) tiszteletbeli tagja.

## Életpályája
Négyéves volt, amikor Moszkvába költözött szüleivel. A Moszkvai Filmművészeti Főiskola elvégzése után (1936–1940), 1940-től Moszkvában volt segédoperatőr a Szojuzgyetfilmnél. 1946-ban csatlakozott a magyar filmgyártáshoz. 1945–1958 között a Mafirt Krónikánál, majd a Mafilmnél dolgozott operatőrként. 1950-ben felkérték a Színház- és Filmművészeti Főiskola operatőr szakának beindítására. Négy éven át tanította az elsőéveseket, köztük Kovács Jánost, Tóth Jánost, Zsigmond Vilmost, Gaál Istvánt, Sára Sándort. 1952-ben a magyar forgatócsoport tagjaként részt vett a helsinki olimpiai játékokon. 1958–1990 között a Magyar Televízióban dolgozott mint operatőr, vezető operatőr. Szinte valamennyi televíziós műfajt kipróbálta. A Jogi Esetek című sorozatért 1981-ben megkapta Az Igazságügy Kiváló Dolgozója kitüntetést. 1981-ben nyugdíjba vonult, de tovább dolgozott még kilenc évig a televíziónál. Hosszú évtizedekig élt a XII. kerületben, a Németvölgyben.

## Családja
Szülei Czóbel Ernő (1886–1953) irodalomtörténész és Lányi Sarolta (1891–1975) költő voltak. Anyai nagyapja Lányi Ernő (1861–1923) zeneszerző volt. Nagybátyja Czóbel Béla (1883–1976) Kossuth-díjas festőművész. Férje Szádvári Zoltán volt, lánya Szádvári Lídia (1951) szerkesztő.

## Operatőri munkáiból
- Beszélnek a színek – ismeretterjesztő film, rendező Kollányi Ágoston (1953)
- Színek hatalma – ismeretterjesztő film, rendező Bánki László (1958)
- Ha én egyszer kinyitom a számat – rendező Bednai Nándor (1964)
- A művészet legyen mindenkié – képzőművészeti tv-sorozat, rendező Zsigmondi Boris (1965)
- A parányok óriásai – ismeretterjesztő sorozat, szerkesztő Rockenbauer Pál
- Cicavízió – sorozat, rendezők Kende Márta és Beregszászi Mária
- Jogi esetek – sorozat, rendező Endrődi Sándor
- Kuckó – ifjúsági sorozatműsor, rendező Beregszászi Mária
- Óvodások műsora – sorozat, rendező Szellő Rózsa
- Zsebtévé – sorozat, rendező Kovács Kati
- Vers mindenkinek sorozat
- Marci és a kapitány